# 3e congresdistrict van Arkansas

De locatie van het district in de staat Arkansas.

Het 3e congresdistrict van Arkansas is een kiesdistrict voor het Amerikaanse Huis van Afgevaardigden. Het district ligt in het uiterste noordwesten van de staat. Momenteel is Republikein Steve Womack de afgevaardigde voor het district.

## Presidentsverkiezingen
| Jaar | Resultaten                             | Winnende partij | Winnende partij      |
| ---- | -------------------------------------- | --------------- | -------------------- |
| 2000 | George W. Bush 60% - 37% Al Gore       |                 | Republikeinse Partij |
| 2004 | George W. Bush 62% - 36% John Kerry    |                 | Republikeinse Partij |
| 2008 | John McCain 64% - 34% Barack Obama     |                 | Republikeinse Partij |
| 2012 | Barack Obama 32% - 66% Mitt Romney     |                 | Republikeinse Partij |
| 2016 | Hillary Clinton 31% - 62% Donald Trump |                 | Republikeinse Partij |